# 백광익
백광익(白光益, 1952년 9월 19일~2024년 7월 16일)는 대한민국의 교육인이다.
1952년 제주에서 태어나 제주대학교 서양화과를 졸업하고 교사로 근무했다.
1970년대 후반 제주도 내 최초의 현대미술 그룹인 "관점"을 창립했다. 국내는 물론 미국 뉴욕, 중국 북경, 천진, 일본 도쿄, 오키나와, 러시아 블라디보스토크 등지에서 43회의 개인전을 개최하고 360여 회의 단체전·초대전에 참가했다. "오름 위에 부는 바람"시리즈를 통해 제주도의 우뚝 솟은 오름과 그 주변 요동치는 바람을 독특한 질감과 역동적 패턴으로 그려냈다.
제주도립미술관 운영위원장, 제주프레비엔날레 운영위원장, 제주국제아트페어 운영위원장 등을 역임하며 제주 화단을 이끌었다. 1989~90년 한국미술협회 제주도지회 제17대 지부장, 1993∼96년 동 단체 지회장을 지냈으며 오현중학교와 오현고등학교 교장을 맡기도 하였다.
말년에는 서귀포 대정읍의 무릉중학교 터에 제주국제예술센터를 설립하고 지역의 젊은 작가들을 발굴하는 신진 작가 공모전을 하는 등 후학 양성에 힘을 쏟았다.
2023년 12월 29일 사고당했으며, 의식불명한 지 7개월 만에 2024년 7월 16일 사망하였다. 당시 발생한 사고의 CCTV 영상을 2024년 9월 10일 한문철의 블랙박스 리뷰를 통해 방송되었다.

## 학력
- 제주대학교 미술교육과 졸업

## 저서
- 창작미협공모전 문예진흥원장상 대상
- 제주도 미술대전 최우수상
- 녹조근정훈장
- 대통령표창
- 문화체육부장관 표창